# Boreotrophon orpheus
Boreotrophon orpheus är en snäckart som först beskrevs av Gould 1849.  Boreotrophon orpheus ingår i släktet Boreotrophon och familjen purpursnäckor. Inga underarter finns listade i Catalogue of Life.